# Enrique González Pedrero
Enrique González Pedrero (Villahermosa, Tabasco; 7 de abril de 1930 - 6 de septiembre de 2021) fue un abogado, político, diplomático, intelectual, escritor y editor mexicano, miembro del Partido de la Revolución Democrática (PRD) . Anteriormente, perteneció al Partido Revolucionario Institucional (PRI), que lo llevó a ser Senador y Gobernador de Tabasco, entre otros cargos. Fue director del Fondo de Cultura Económica y embajador en España.

## Trayectoria
Obtuvo la licenciatura en derecho por la Universidad Nacional Autónoma de México y la especialización en sociología, economía y ciencia política por La Sorbona de París. En 1954, contrajo matrimonio con la escritora cubana Julieta Campos, con quien tuvo un hijo, Emiliano, también escritor.
Catedrático de la UNAM desde 1955, de 1965 a 1970 fue director de la Escuela Nacional de Ciencias Políticas, elevada a rango de facultad durante su gestión. En 1976 fundó el Seminario de Historia Política y Social de México en la Escuela Nacional de Estudios Profesionales Acatlán, el cual dirigió hasta 1982.
En el entorno político, se desempeñó como Senador de la República de 1970 a 1976; fundador y primer director del Instituto de Capacitación Política (1972) y secretario general del PRI de 1972 a 1974; director general de la Corporación Mexicana Radio y Televisión de 1974 a 1976. Coordinó el Comité de Ciencias Sociales de la Unesco. De 1977 a 1982 encabezó la Comisión Nacional de Libros de Texto Gratuitos y presidió la subcomisión editorial de la Comisión Nacional para la Defensa del Español. 
De 1983 a 1987 fue Gobernador de Tabasco, cargo que no concluyó pues en 1987 el entonces candidato a la Presidencia Carlos Salinas de Gortari lo nombró titular del Instituto de Estudios Políticos, Económicos y Sociales (IEPES) del PRI. Dirigió el Fondo de Cultura Económica en 1989. Posteriormente fungió como Embajador de México en España de 1989 a 1991.
Desde 1995 fue miembro del PRD, que lo llevó a ser Senador en 1997. En 2006, el candidato del PRD a la Presidencia de México, Andrés Manuel López Obrador, lo nombró como uno de los principales asesores de su campaña.

## Obras publicadas
- Filosofía política y humanismo (1957).
- La revolución cubana (1959).
- El gran viraje (1961).
- Riqueza de la pobreza (1979).
- La cuerda floja.
- Las voces de la naturaleza, en colaboración con su esposa, Julieta Campos (1982).
- Una democracia de carne y hueso.
- País de un solo hombre: el México de Santa Anna, volumen I "La ronda de los contrarios" (1993).
- País de un solo hombre: el México de Santa Anna, volumen II "La sociedad del fuego cruzado 1829-1836" (2003).
- País de un solo hombre: el México de Santa Anna, volumen III "El brillo de la ausencia" (2017).
- La Cuerda Tensa (2008)

## Gestión como director del Fondo de Cultura Económica
González Pedrero se incorporó desde 1955 al Fondo de Cultura Económica (FCE), ocupando los cargos de editor responsable de El Trimestre Económico (1955-1957), editor general y director general en 1989. Bajo su dirección se publicaron 277 títulos nuevos y se dio un fuerte impulso a la Colección de Política y Derecho. En el año que duró su gestión, la Fundación Príncipe de Asturias de España otorgó a la empresa la honrosa distinción Premio Príncipe de Asturias por su trayectoria editorial.
En conmemoración del quincuagésimo quinto aniversario de su fundación, y como complemento de la labor realizada a través de la colección La Ciencia desde México, a partir de 1989 el Fondo de Cultura Económica convocó al concurso nacional "Para Leer la Ciencia para Todos".